# Valles Marineris
Die Valles Marineris (lateinisch für Mariner-Täler) sind ein weitläufiges Grabenbruchsystem auf dem Mars, das sich entlang des Äquators im Osten der vulkanischen Tharsis-Region erstreckt. Mit 4000 km Länge, bis zu 700 km Breite und bis zu 7000 m Tiefe sind die Valles Marineris eines der größten Grabenbruchsysteme im Sonnensystem; sie werden nur von den Grabenbruchsystemen der Erde und (in der Länge) von Baltis Vallis auf der Venus übertroffen.
Die Valles Marineris erhielten ihren Namen zu Ehren der Sonde Mariner 9, auf deren fotografischen Aufnahmen sie entdeckt wurden.
Ende 2021 erklärte die ESA, mit dem ExoMars Trace Gas Orbiter große Wasservorkommen an den Valles Marineris einen Meter unterhalb der Marsoberfläche entdeckt zu haben.

## Beschreibung

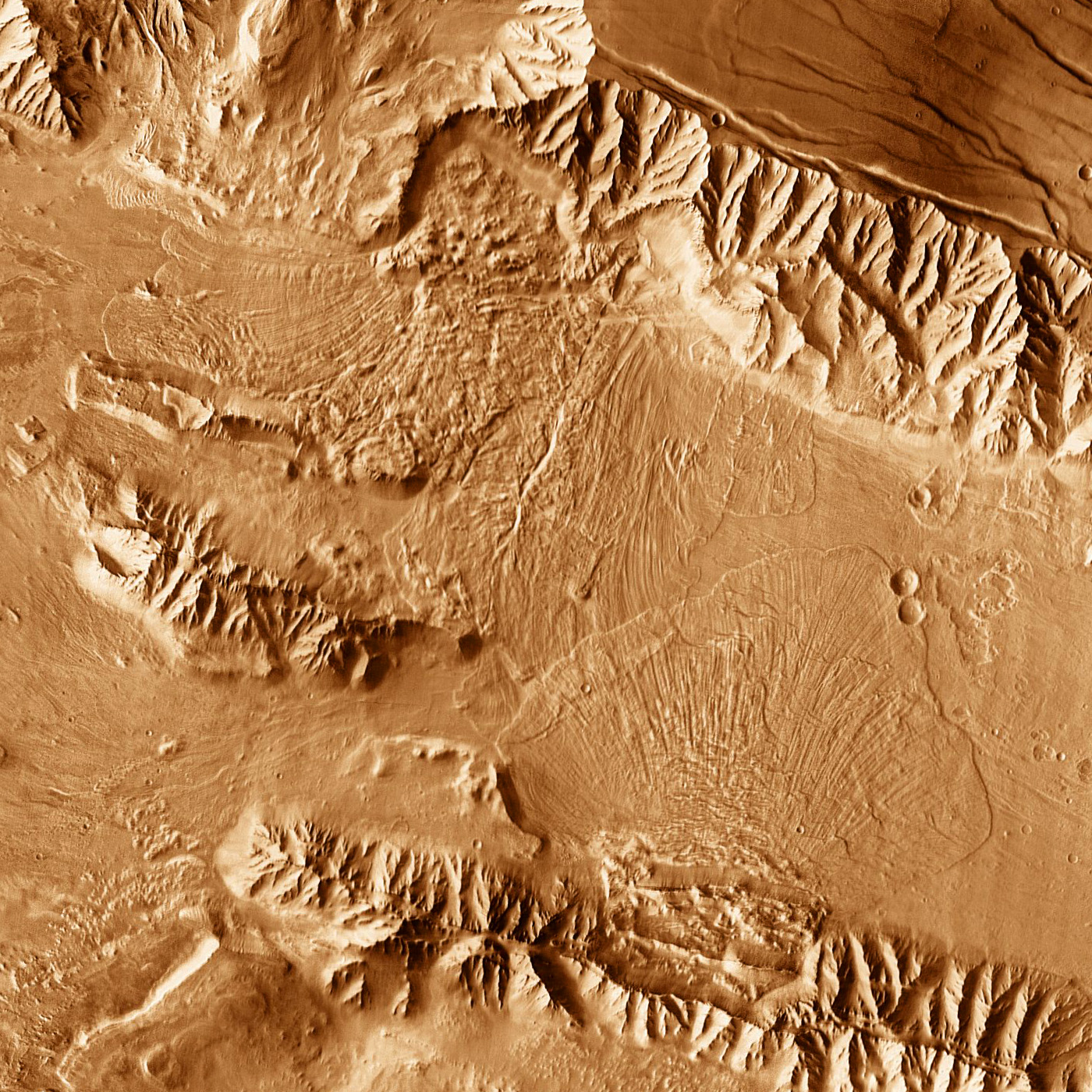
Abgelagerte Bergstürze: Ophir Labes oben links und Coprates Labes unten rechts. Das Bild hat eine Auflösung von 100 m und zeigt einen Bildausschnitt nahe dem Übergang von Melas Chasma zu Coprates Chasma.

Das Grabensystem erstreckt sich von seinem Ausläufer Noctis Labyrinthus auf der Tharsis-Aufwölbung im Westen bis zu den „chaotischen Gebieten“ von Eos Chasma und Capri Chasma im Osten. Die Valles Marineris bestehen aus mehreren, miteinander verbundenen Chasmata oder Grabenbrüchen, von denen jeder den Grand Canyon (Arizona) um ein Vielfaches übertrifft.
Die Valles Marineris beginnen östlich von Noctis Labyrinthus (7° 0′ S, 96° 0′ W), wo sie sich in zwei parallel verlaufende Chasmata verzweigen: das nördliche, etwa 800 km in Ost-West-Richtung verlaufende Tithonium Chasma (4° 36′ S, 84° 17′ W) und das südliche, etwa 840 km in Ost-West-Richtung verlaufende Ius Chasma (7° 17′ S, 84° 23′ W). Östlich von Ius Chasma schließt sich das etwa 560 km in südöstliche Richtung verlaufende Melas Chasma (10° 31′ S, 72° 32′ W) an. Dieses geht in das nördlich gelegene, etwa 810 km in südöstliche Richtung verlaufende Candor Chasma (6° 32′ S, 70° 47′ W) über, dieses wiederum in das sich nördlich anschließende, etwa 315 km breite, halbrunde Ophir Chasma (4° 0′ S, 72° 21′ W). Südöstlich von Melas Chasma folgt das etwa 960 km in südöstliche Richtung verlaufende Coprates Chasma (13° 22′ S, 60° 44′ W). Es geht in das etwa 1306 km in nordöstliche Richtung verlaufende Eos Chasma (12° 9′ S, 39° 10′ W) über. Nördlich davon liegt das etwa 574 km in Ost-West-Richtung verlaufende Ganges Chasma (7° 58′ S, 47° 53′ W) und nordwestlich das etwa 1470 km in nordöstliche Richtung verlaufende Capri Chasma (8° 16′ S, 42° 4′ W).

## Entwicklung
Im Laufe der Zeit gab es viele verschiedene Theorien über Formationen wie die Valles Marineris. Bevor starke Teleskope oder die Viking-Sonden genauere Beobachtungen ermöglichten, vermutete man u. a. von hypothetischen Marsbewohnern gebaute Kanäle zur Bewässerung ihres Planeten. Diese Spekulation wurde durch Entdeckungen, wie Schiaparellis „Canali“ (Marskanäle) oder andere geradlinige Darstellungen genährt. Zudem verleitete die Bezeichnung „Canali“ (ital. für Rinnen) zur falschen Übersetzung Kanal (oder auch engl. Channel oder Canal).
In den 1970er Jahren vermutete man u. a. starke Erosionen durch Wasser, das aus dem Permafrost freigesetzt wurde. Allerdings ist flüssiges Wasser auf dem Mars extrem unwahrscheinlich, da die Temperatur auf dem Mars auch am Äquator selten 0 °C überschreitet und der Mars eine sehr dünne Atmosphäre besitzt (nur 0,75 % des Erdatmosphärendrucks). 1972 entwickelte McCauley die Hypothese, dass das Grabensystem durch absinkendes Magma unter der Oberfläche entstanden sein könnte. 1989 veröffentlichten Tanaka und Golombek eine Theorie zur Entstehung durch aufbrechende Verspannungen. Nick Hoffman vermutete im Jahr 2000 und danach, dass der Mars in seiner Frühzeit nicht durch Wasser, sondern durch Kohlenstoffdioxid geprägt wurde, weshalb er den Begriff „White Mars“ (deutsch: „Weißer Mars“) dafür verwendete. Hoffman postulierte „kryoklastische Ströme“, eine Mischung aus gasförmigem und festem Kohlenstoffdioxid, Wassereis und Gestein, welche z. B. die Valles Marineris geformt hätten. Eine weitere Theorie postuliert die Entstehung großer Dikes – auf der Erde sind das plattenartige, meist weit reichende Gesteinskörper aus magmatischem Gestein, die größere Spalten ausfüllen und das umgebende Gestein schneiden oder durchkreuzen. Magma steigt in der Marskruste durch Spalten auf,  dabei schmilzt das Eis im Boden und erzeugt so große, schnell abfließende Wassermassen.
Die am weitesten akzeptierte Hypothese zurzeit (2005) ist, dass das Grabensystem durch Risse in der Kruste entstanden ist und durch Erosion und Einbrechen stark ausgeweitet wurde. Ursache dafür ist die Entwicklung der Tharsis-Region.
Bergstürze lagerten auf dem Grund der Valles Marineris Gestein ab und verbreiterten sie so. Mögliche Auslöser der Bergstürze sind Beben, verursacht durch tektonische Aktivitäten, oder Impakt-Ereignisse. Beobachtet wurde, dass das dabei abgerutschte Gestein durch den Wind geformt wird und beispielsweise Dünenfelder bildet.